# Mentos
Mentos (укр. Ментос) — жувальне драже, яке має популярність в усьому світі. Марка «Ментос» належить компанії «Перфетто Ван Мелле». Вперше драже було вироблено в Голландії на початку 1950-х рр. Драже мають форму стисненого сфероїду, зовні покриті твердою смакової оболонкою, під якою знаходиться жувальна складова. Класична упаковка містить 14 цукерок. Також під маркою «Ментос» в даний час проводиться декілька сортів жувальної гумки.

## Ментос і кола

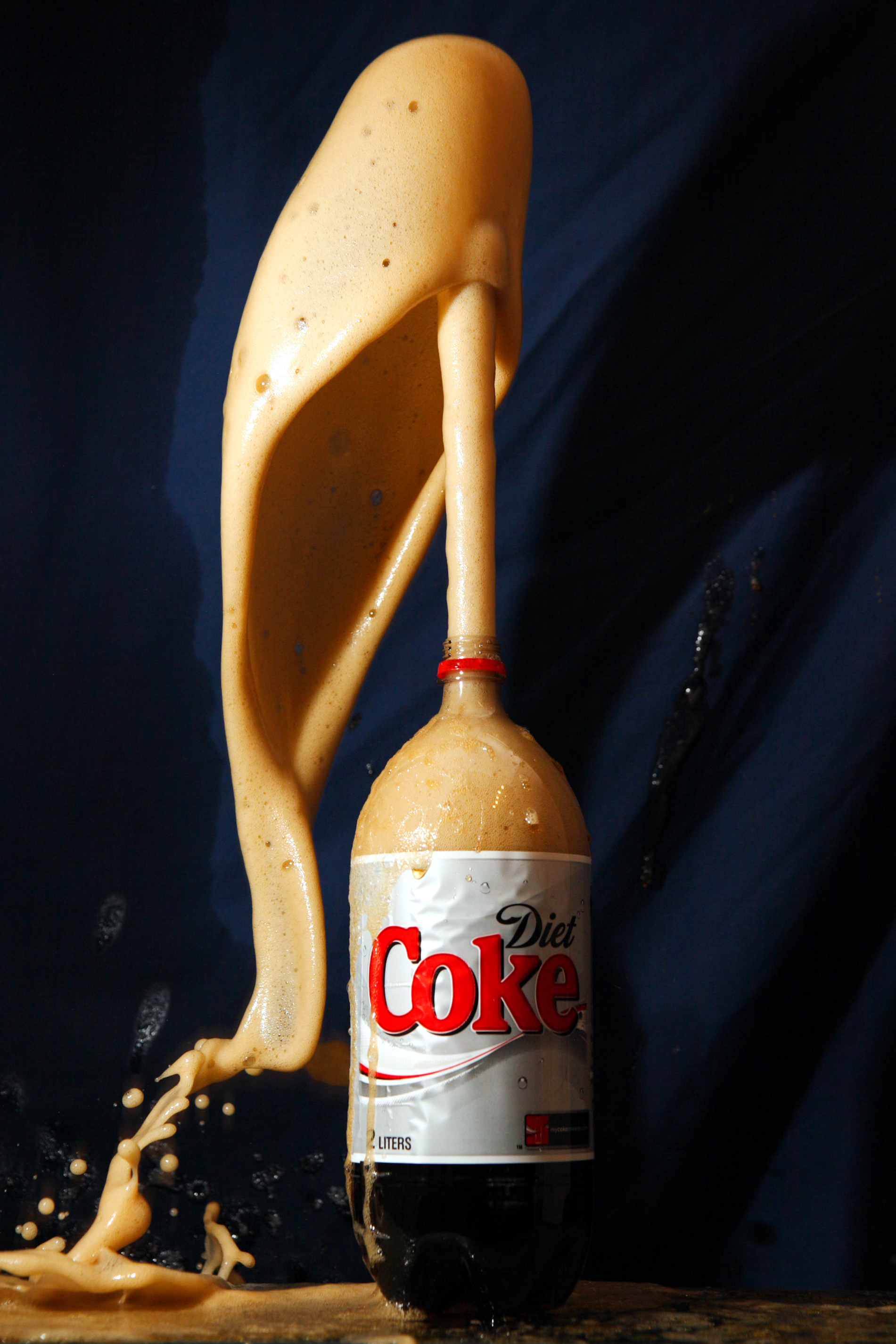
Кола + Ментос

При попаданні драже в кока-колу або в будь-які інший газований напій відбувається активне виділення розчиненого в напої газу, що приводить до різкого вспінювання. Примітно, що кислотно-лужна реакція практично не бере участі в цьому процесі. Причина спінювання в шорсткостях поверхні драже, які служать центрами вивільнення вуглекислого газу. Процес також посилюється добавками в напої, такими як підсолоджувач аспартам (замінник цукру). Підсолоджувач зменшує поверхневий натяг рідини, що в свою чергу полегшує виділення газу. Обсяг пляшки також відіграє роль, тобто піднімаючіся бульбашки є вторинними центрами виділення газу. Інші інгредієнти, які грають роль в процесі виділення газу: бензоат натрію (консервант) і кофеїн в кока-колі; гуміарабік і желатин в жувальних драже. Найбільш сильний ефект виникає з дієтичною колою і драже без глазурі (більш шорсткі і пористі).
Додаткові дослідження довели, що реакція обумовлена фізичними властивостями цукерок і не пов'язана з хімічним складом. .
На сьогоднішній день рекорд по висоті фонтану з кока-коли становить 9 метрів, він був поставлений Джеймі Гайнеманом і Адамом Севіджем — ведучими передачі «Руйнівники міфів». Попередній рекорд — близько 5,5 м — був за відкривачем цього явища, Стівом Спенглером .